# Pallacanestro al XIV Festival olimpico estivo della gioventù europea
Le competizioni di pallacanestro al XIV Festival olimpico estivo della gioventù europea si sono svolte dal 24 al 29 luglio 2017 a Győr, in Ungheria

## Podi

### Ragazzi
| Evento                     | Oro      | Argento | Bronzo    |
| Torneo maschile (dettagli) | Lituania | Turchia | Finlandia |

### Ragazze
| Evento                      | Oro    | Argento  | Bronzo  |
| Torneo femminile (dettagli) | Spagna | Ungheria | Turchia |